# Смикавець гачкуватий
Смикавець гачкуватий або дихостиліс гачкуватий (як Dichostylis hamulosa) або маріскус маленький (як Mariscus hamulosus) (Cyperus hamulosus) — вид трав'янистих рослин родини осокові (Cyperaceae), поширений у деяких частинах Африки й південної Європи, й у середній Азії.

## Опис
Однорічна рослина 5–15 см заввишки. Суцвіття складається з кількох головок, одна з них сидяча, інші — на ніжках. Колоски широкояйцевиді. Колоскові луски червонувато-зелені, з довгим відігнутим назовні вістрям. Тичинок 1. Рилець 3. Горішок 3-гранний, вузький, сіро-бурий.

## Поширення
Європа: Болгарія, Італія, Румунія, Україна, Росія, Туреччина (Стамбул, північна частина озера Теркос); Африка: Марокко, Туніс, Ботсвана, Намібія, Малі, Нігер, Нігерія, Сенегал; Азія: Казахстан, Туркменістан, Узбекистан; натуралізований: Західна Австралія. Вид мешкає на сезонно затоплених окраїнах озер.
В Україні зростає на вологому піску, головним чином на берегах річок — від Полісся до приморських районів (головним чином по Дніпру, Ворсклі, Сіверському Дінцю, в низов'ях Південного Бугу, на о. Джарилгач) спорадично, місцями часто. Входить у переліки видів, які перебувають під загрозою зникнення на територіях Дніпропетровської, Київської областей.